# Istituto forestale di Vallombrosa
L'Istituto forestale di Vallombrosa è stata la prima scuola forestale italiana.
Fu istituito il 15 agosto 1869 presso l'antica Abbazia di Vallombrosa, con lo scopo di formare i primi funzionari dell'Amministrazione forestale del giovane stato italiano. La direzione dell’Istituto fu affidata all'Ispettore generale delle foreste Adolfo di Bérenger, che da anni con forza ne aveva promosso l’istituzione.
Nel 1912 l'Istituto, sotto la denominazione di Istituto Superiore Forestale Nazionale, fu trasferito a Firenze nella Palazzina Reale delle Cascine (l'inaugurazione ufficiale avvenne il 18 gennaio del 1914). La sede di Vallombrosa rimase come punto di riferimento per le esercitazioni estive.
Nel 1924 l'Istituto venne fuso con la Scuola di Agraria di Pisa, formando l'Istituto Superiore Agrario e Forestale di Firenze.
Gli insegnamenti di ambito agronomico e forestale che vi venivano condotti assunsero il rango di corso universitario solo nel 1936, quando venne definitivamente sancita la trasformazione in Facoltà Agraria e Forestale dell'Università degli Studi di Firenze. 
Il corso di Vallombrosa, prima triennale, in seguito quadriennale, era dedicato alla formazione superiore dei funzionari tecnici dell'amministrazione forestale dello Stato. Era strutturato in un ciclo di lezioni teoriche integrato con esercitazioni pratiche che si svolgevano nella foresta, amministrata dall'Istituto e utilizzata come laboratorio didattico. Qui si sperimentavano nuove tecniche e metodologie, soprattutto con l'impianto di arboreti in cui si trovavano anche specie esotiche. Vi venivano insegnate le seguenti materie: Lingua italiana; Lingua francese; Lingua tedesca; Botanica e zoologia; Fisica, chimica, geognosia e climatologia con le loro applicazioni all'arte forestale; Matematica; Topografia e disegno; Scienza ed arte forestale; Legislatura e giurisprudenza forestale.

## La biblioteca dell'Istituto
Presso la sede di Agraria della Biblioteca di Scienze Tecnologiche, Università degli Studi di Firenze è conservato il materiale librario che costituiva la biblioteca dell'Istituto forestale di Vallombrosa. Questa biblioteca, avviata e curata negli anni settanta dell'Ottocento dal primo direttore Adolfo di Bérenger, seguì l'Istituto nella nuova destinazione di Firenze e costituì il nucleo originario di quella attuale.